# Давања
Давања (итал. Davagna) је насеље у Италији у округу Ђенова, региону Лигурија.
Према процени из 2011. у насељу је живело 218 становника. Насеље се налази на надморској висини од 533 м.

## Становништво
| 1936. | 1951. | 1961. | 1971. | 1981. | 1991. | 2001. | 2011. |
| ----- | ----- | ----- | ----- | ----- | ----- | ----- | ----- |
| 3.081 | 2.574 | 1.904 | 1.564 | 1.596 | 1.696 | 1.783 | 1.927 |